# Plaisance-du-Touch
Pour les articles homonymes, voir Plaisance et Touch.
Plaisance-du-Touch [plɛzɑ̃s(ə) dy tuʃ] est une commune française située dans le nord du département de la Haute-Garonne, en région Occitanie.
Sur le plan historique et culturel, la commune est dans le Pays toulousain, qui s’étend autour de Toulouse le long de la vallée de la Garonne, bordé à l’ouest par les coteaux du Savès, à l’est par ceux du Lauragais et au sud par ceux de la vallée de l’ Ariège et du Volvestre. Exposée à un climat océanique altéré, elle est drainée par le Touch, l'Aussonnelle, l'Ousseau, le Merdagnou et par divers autres petits cours d'eau. La commune possède un patrimoine naturel remarquable : un site Natura 2000 (la « vallée de la Garonne de Muret à Moissac ») et deux zones naturelles d'intérêt écologique, faunistique et floristique.
Plaisance-du-Touch est une commune urbaine qui compte 20 471 habitants en 2022, après avoir connu une forte hausse de la population depuis 1962. Elle est dans l'agglomération toulousaine et fait partie de l'aire d'attraction de Toulouse. Ses habitants sont appelés les Plaisançois ou  Plaisançoises.
Le patrimoine architectural de la commune comprend trois  immeubles protégés au titre des monuments historiques : le pont sur le Touch, inscrit en 1926, l'église Saint-Barthélemy, inscrite en 1926, et le château des Vitarelles, inscrit en 1993.

## Géographie

### Localisation
1. Carte dynamique
2. Carte Openstreetmap
3. Carte topographique
4. Carte avec les communes environnantes

La commune de Plaisance-du-Touch se trouve dans le département de la Haute-Garonne, en région Occitanie.
Sur le plan historique et culturel, Plaisance-du-Touch fait partie du pays toulousain, une ceinture de plaines fertiles entrecoupées de bosquets d'arbres, aux molles collines semées de fermes en briques roses, inéluctablement grignotée par l'urbanisme des banlieues.
Elle se situe à 13 km à vol d'oiseau de Toulouse, préfecture du département.
Les communes les plus proches sont : 
La Salvetat-Saint-Gilles (2,3 km), Tournefeuille (4,3 km), Cugnaux (4,9 km), Pibrac (5,8 km), Villeneuve-Tolosane (5,9 km), Frouzins (6,0 km), Colomiers (6,2 km), Fonsorbes (6,2 km).
Plaisance-du-Touch est limitrophe de dix autres communes.
| Léguevin, La Salvetat-Saint-Gilles | Pibrac             | Colomiers, Tournefeuille |
| Fontenilles                        | Plaisance-du-Touch | Cugnaux                  |
| Fonsorbes                          | Frouzins           | Villeneuve-Tolosane      |

### Géologie et relief
La superficie de la commune est de 2 653 hectares ; son altitude varie de 157  à   200 mètres.

### Hydrographie
La commune est dans le bassin de la Garonne, au sein du bassin hydrographique Adour-Garonne. Elle est drainée par le Touch, l'Aussonnelle, l'Ousseau, le Merdagnou, un bras du Touch, l'Aiguelongue, le Merdanson, le Vidaillon et par divers petits cours d'eau, constituant un réseau hydrographique de 43 km de longueur totale,.
Le Touch, d'une longueur totale de 74,5 km, prend sa source dans la commune de Lilhac et s'écoule du sud-ouest vers le nord-est. Il traverse la commune et se jette dans la Garonne à Blagnac, après avoir traversé 29 communes.
L'Aussonnelle, d'une longueur totale de 42,4 km, prend sa source dans la commune de Saint-Thomas et s'écoule du sud-ouest vers le nord-est. Il traverse la commune et se jette dans la Garonne à Seilh, après avoir traversé 12 communes.
L'Ousseau, d'une longueur totale de 26,2 km, prend sa source dans la commune de Lherm et s'écoule du sud-ouest vers le nord-est. Il traverse la commune et se jette dans le Touch à Tournefeuille, après avoir traversé 10 communes.

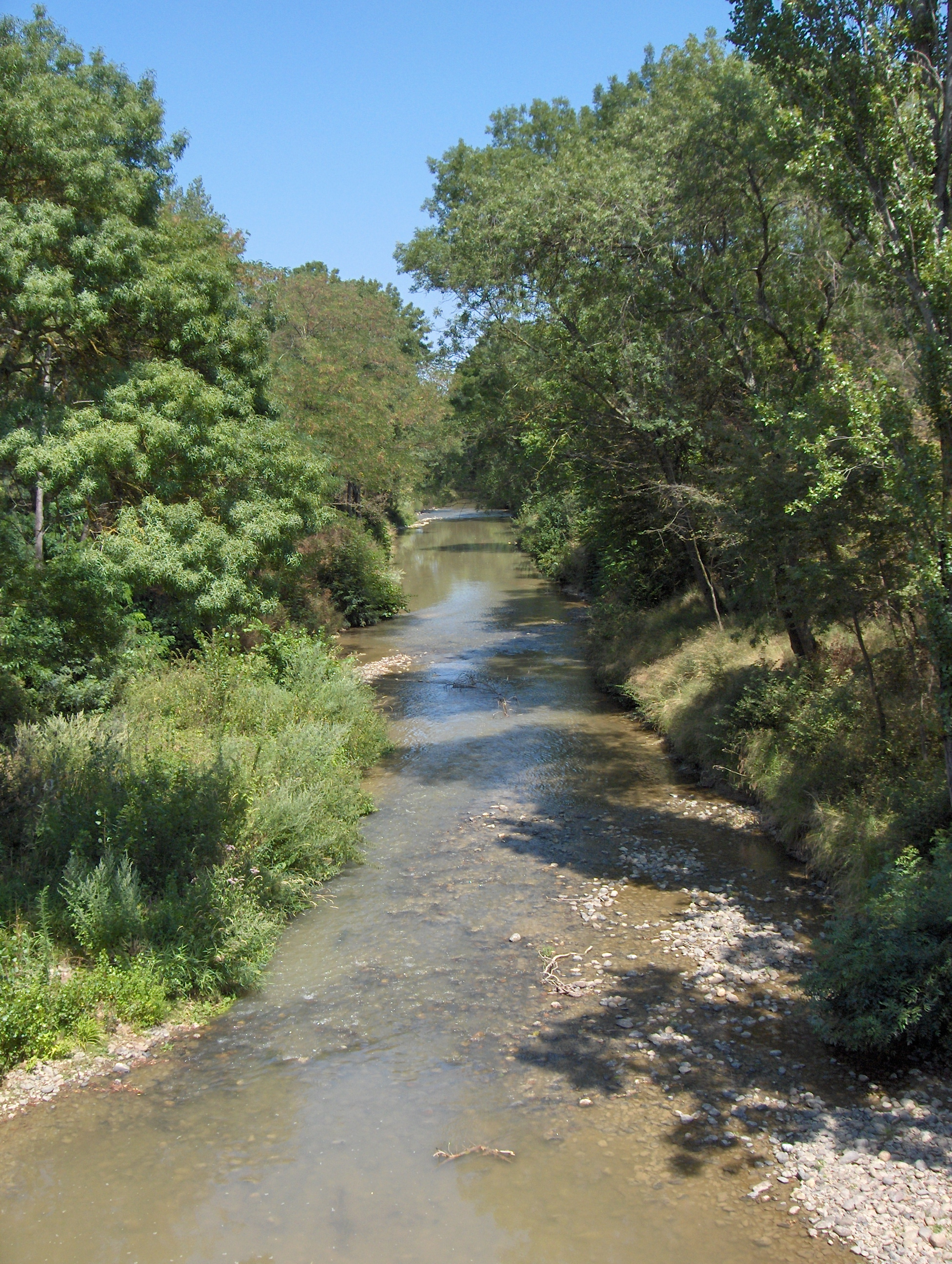
Le Touch.
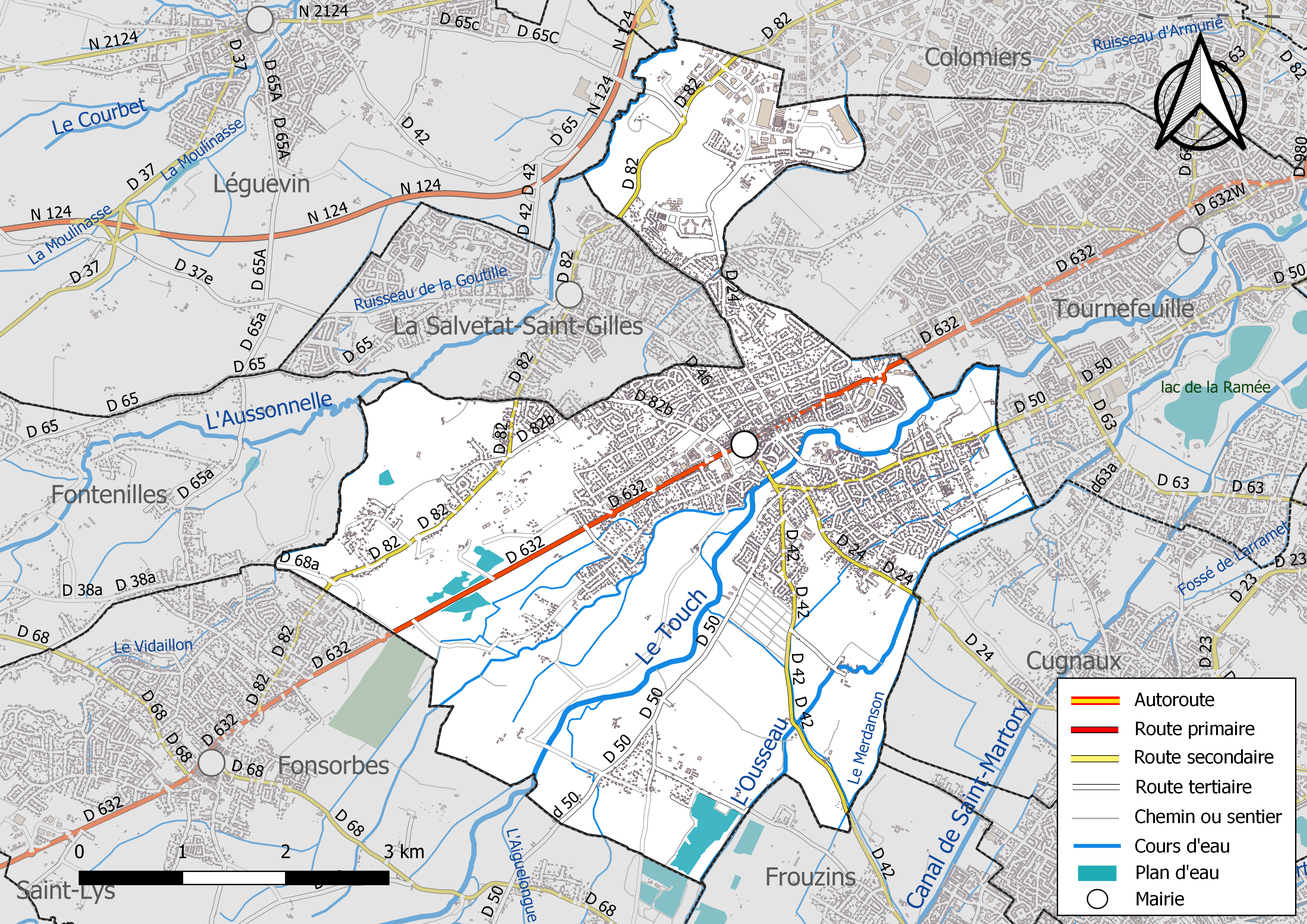
Réseaux hydrographique et routier de Plaisance-du-Touch.

### Climat
Pour des articles plus généraux, voir Climat de l'Occitanie et Climat de la Haute-Garonne.
En 2010, le climat de la commune est de type climat du Bassin du Sud-Ouest, selon une étude s'appuyant sur une série de données couvrant la période 1971-2000. En 2020, Météo-France publie une typologie des climats de la France métropolitaine dans laquelle la commune est exposée à un climat océanique altéré et est dans la région climatique Aquitaine, Gascogne, caractérisée par une pluviométrie abondante au printemps, modérée en automne, un faible ensoleillement au printemps, un été chaud (19,5 °C), des vents faibles, des brouillards fréquents en automne et en hiver et des orages fréquents en été (15 à 20 jours).
Pour la période 1971-2000, la température annuelle moyenne est de 13,2 °C, avec une amplitude thermique annuelle de 16 °C. Le cumul annuel moyen de précipitations est de 662 mm, avec 8,9 jours de précipitations en janvier et 5,4 jours en juillet. Pour la période 1991-2020, la température moyenne annuelle observée sur la station météorologique la plus proche, située sur la commune de Cugnaux à 5 km à vol d'oiseau, est de 14,3 °C et le cumul annuel moyen de précipitations est de 635,7 mm,. Pour l'avenir, les paramètres climatiques de la commune estimés pour 2050 selon différents scénarios d'émission de gaz à effet de serre sont consultables sur un site dédié publié par Météo-France en novembre 2022.

### Milieux naturels et biodiversité

#### Réseau Natura 2000

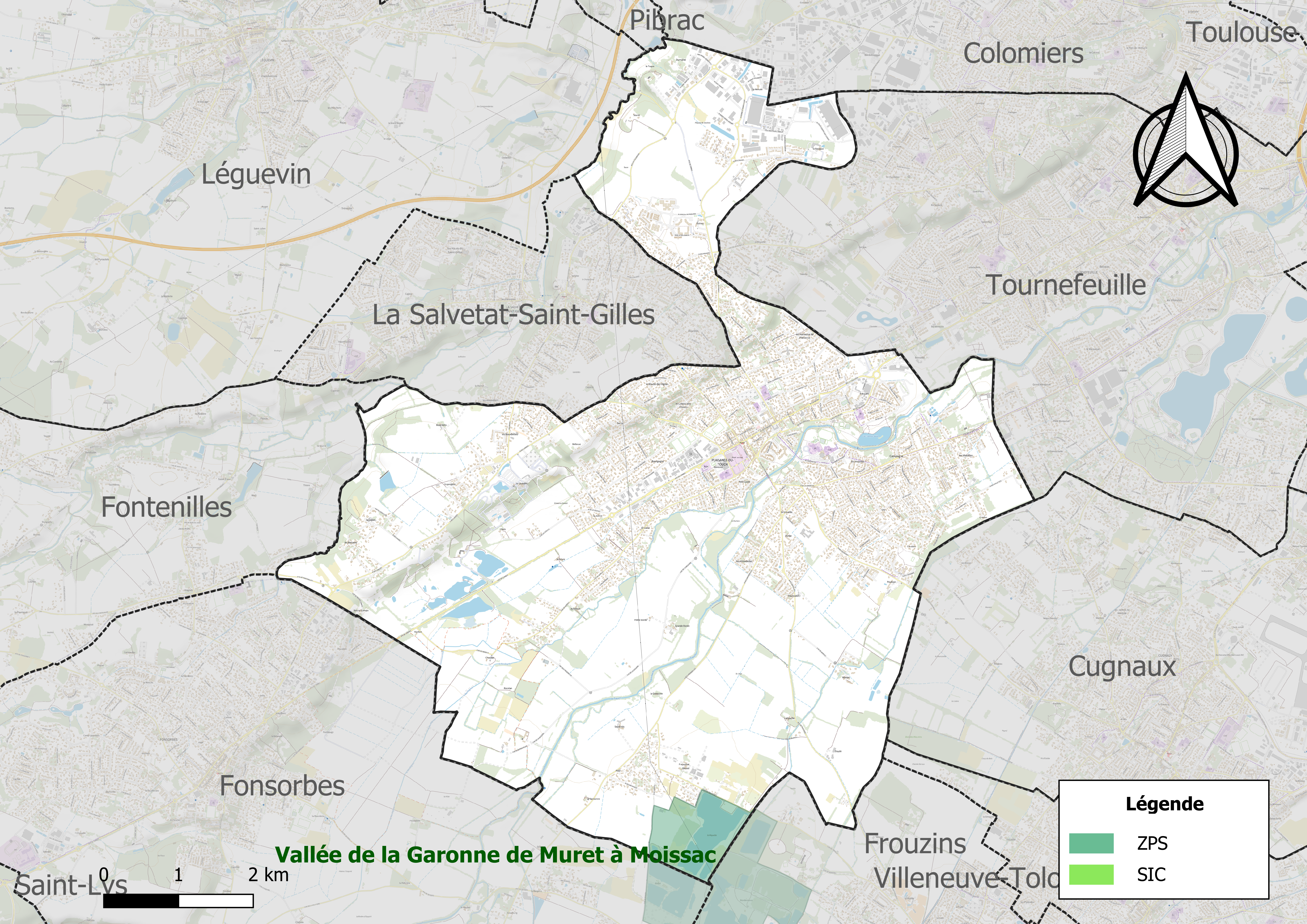
Sites Natura 2000 sur le territoire communal.

Le réseau Natura 2000 est un réseau écologique européen de sites naturels d'intérêt écologique élaboré à partir des directives habitats et oiseaux, constitué de zones spéciales de conservation (ZSC) et de zones de protection spéciale (ZPS).
Un site Natura 2000 a été défini sur la commune au titre  de la directive oiseaux : 0, d'une superficie de 4 493 ha, hébergeant une avifaune bien représentée en diversité, mais en effectifs limités (en particulier, baisse des populations de plusieurs espèces de hérons). Sept espèces de hérons y nichent, dont le héron pourpré, ainsi que le Milan noir (avec des effectifs importants), l'Aigle botté, le Petit gravelot, la Mouette mélanocéphale, la Sterne pierregarin et le Martin-pêcheur.

#### Zones naturelles d'intérêt écologique, faunistique et floristique

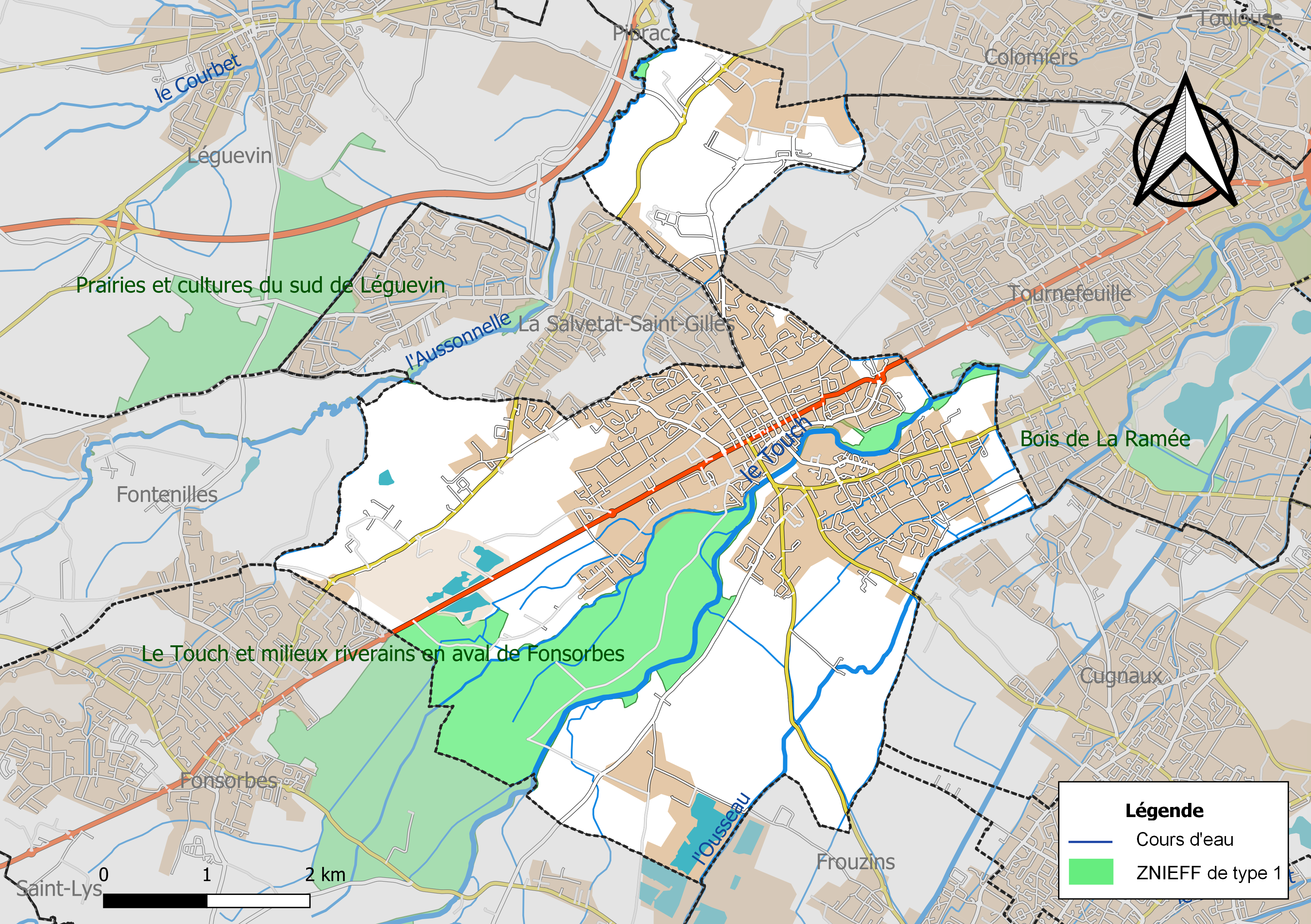
Carte des ZNIEFF de type 1 localisées sur la commune.

L’inventaire des zones naturelles d'intérêt écologique, faunistique et floristique (ZNIEFF) a pour objectif de réaliser une couverture des zones les plus intéressantes sur le plan écologique, essentiellement dans la perspective d’améliorer la connaissance du patrimoine naturel national et de fournir aux différents décideurs un outil d’aide à la prise en compte de l’environnement dans l’aménagement du territoire.
Deux ZNIEFF de type 1 sont recensées sur la commune :
le « cours de l'Aussonnelle et rives » (76 ha), couvrant 12 communes du département et 
« le Touch et milieux riverains en aval de Fonsorbes » (870 ha), couvrant 7 communes du département.

## Urbanisme

### Typologie
Au 1er janvier 2024, Plaisance-du-Touch est catégorisée grand centre urbain, selon la nouvelle grille communale de densité à sept niveaux définie par l'Insee en 2022.
Elle appartient à l'unité urbaine de Toulouse, une agglomération inter-départementale regroupant 81  communes, dont elle est une commune de la banlieue,,. Par ailleurs la commune fait partie de l'aire d'attraction de Toulouse, dont elle est une commune du pôle principal,. Cette aire, qui regroupe 527 communes, est catégorisée dans les aires de 700 000 habitants ou plus (hors Paris),.

### Occupation des sols

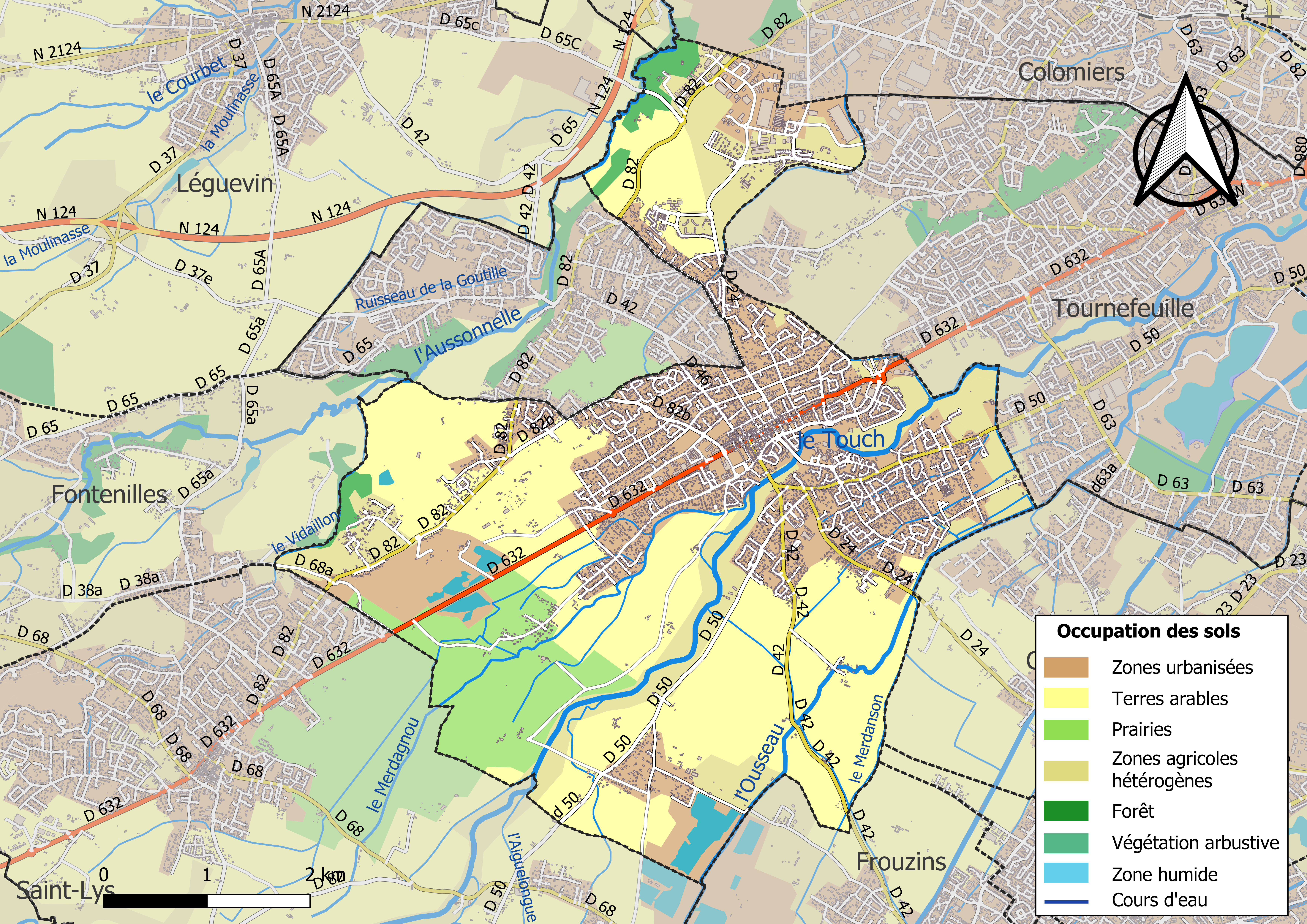
Carte des infrastructures et de l'occupation des sols de la commune en 2018 (CLC).

L'occupation des sols de la commune, telle qu'elle ressort de la base de données européenne d’occupation biophysique des sols Corine Land Cover (CLC), est marquée par l'importance des territoires agricoles (57,7 % en 2018), en diminution par rapport à 1990 (70,7 %). La répartition détaillée en 2018 est la suivante : 
terres arables (36,4 %), zones urbanisées (30,2 %), zones agricoles hétérogènes (12,6 %), prairies (8,7 %), zones industrielles ou commerciales et réseaux de communication (5,4 %), espaces verts artificialisés, non agricoles (3,3 %), forêts (1,7 %), eaux continentales (1,7 %). L'évolution de l’occupation des sols de la commune et de ses infrastructures peut être observée sur les différentes représentations cartographiques du territoire : la carte de Cassini (XVIIIe siècle), la carte d'état-major (1820-1866) et les cartes ou photos aériennes de l'IGN pour la période actuelle (1950 à aujourd'hui).

### Voies de communication et transports

#### Voies de communication
Accès par l'ancienne route nationale 632 entre Tournefeuille et Saint-Lys.

#### Transports
A l'est de la commune, le terminus Plaisance Monestié de plusieurs lignes du réseau Tisséo accueille la Linéo 3, reliant le centre-ville aux Arènes, la ligne 55 reliant le terminus à Colomiers-Gare sur la ligne Arènes-Colomiers, la ligne 67 relie Plaisance Monestié aux Arènes via les quartiers sud de la ville. La ligne 116 dessert également la ville en la reliant à Tournefeuille-Lycée et Saint-Lys et la Ville est aussi desservie par le réseau Arc-en-Ciel la reliant à Toulouse (Gare Routière) et à Rieumes (Ligne 363) ou Boulogne-sur-Gesse (Ligne 365).
Les derniers bus de la soirée dans chaque sens sont vers 0 h 40 en semaine, et vers 1 h 10 le week-end sur la ligne de bus à haut niveau de service Linéo L3 ouverte en janvier 2019.
Une dizaine de lignes spéciales du Conseil départemental transportent les élèves de la commune vers les écoles locales ainsi que les collèges Jules Verne (Plaisance) et Galilée (La Salvetat-Saint-Gilles)
Autrefois, Plaisance-du-Touch fut desservie par une ligne de chemin de fer, aujourd’hui fermée et disparue : la ligne CFSO Toulouse - Boulogne-sur-Gesse. L'ancienne gare de la ville est cependant toujours existante et réaffectée.

### Risques majeurs
Le territoire de la commune de Plaisance-du-Touch est vulnérable à différents aléas naturels : météorologiques (tempête, orage, neige, grand froid, canicule ou sécheresse), inondations et séisme (sismicité très faible). Un site publié par le BRGM permet d'évaluer simplement et rapidement les risques d'un bien localisé soit par son adresse soit par le numéro de sa parcelle.
Certaines parties du territoire communal sont susceptibles d’être affectées par le risque d’inondation par débordement de cours d'eau, notamment l'Ousseau et l'Aussonnelle. La commune a été reconnue en état de catastrophe naturelle au titre des dommages causés par les inondations et coulées de boue survenues en 1988, 1991, 1993, 1994, 1995, 1999, 2003 et 2018,.

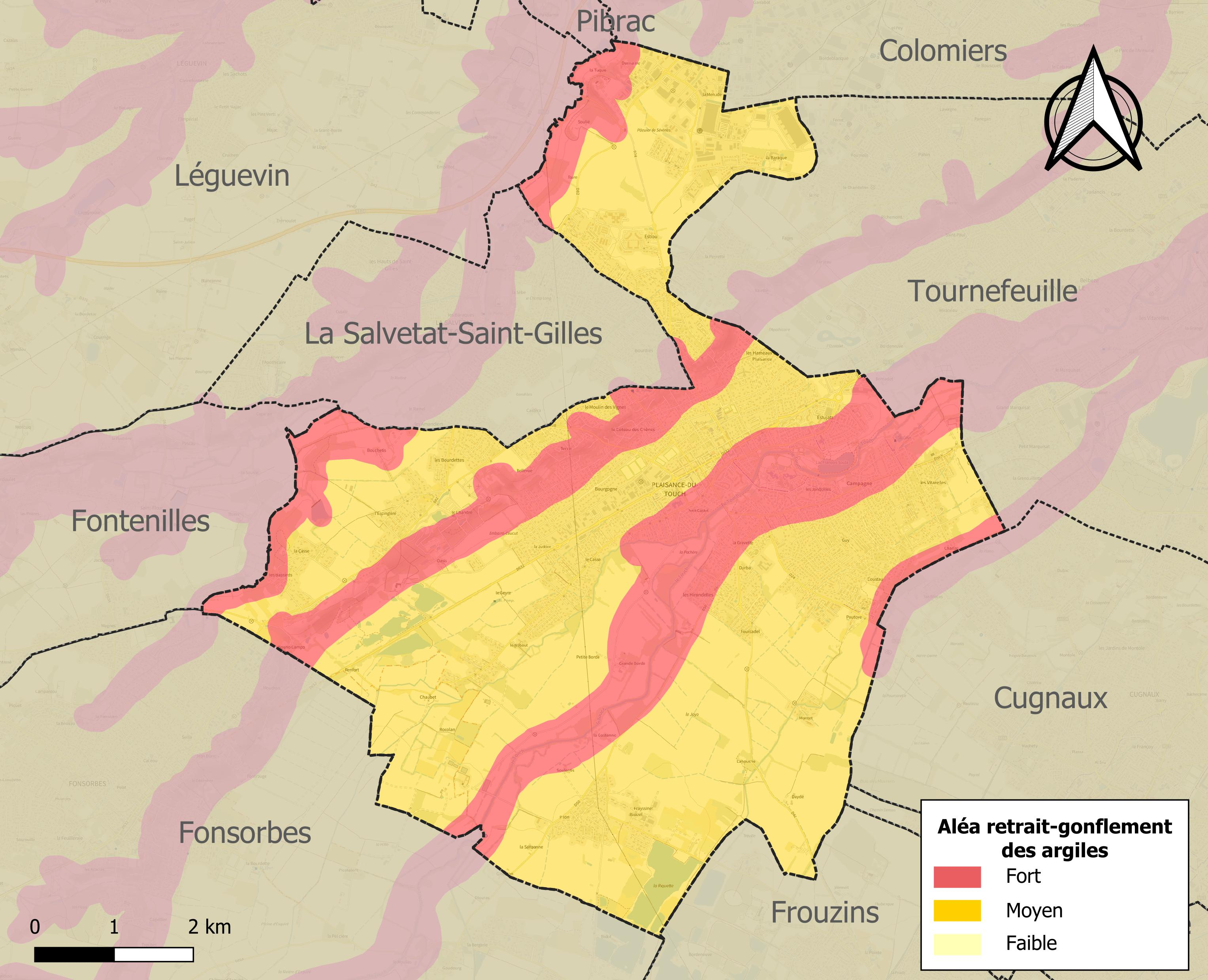
Carte des zones d'aléa retrait-gonflement des sols argileux de Plaisance-du-Touch.

Le retrait-gonflement des sols argileux est susceptible d'engendrer des dommages importants aux bâtiments en cas d’alternance de périodes de sécheresse et de pluie. La totalité de la commune est en aléa moyen ou fort (88,8 % au niveau départemental et 48,5 % au niveau national). Sur les 5 925 bâtiments dénombrés sur la commune en 2019, 5 925 sont en aléa moyen ou fort, soit 100 %, à comparer aux 98 % au niveau départemental et 54 % au niveau national. Une cartographie de l'exposition du territoire national au retrait gonflement des sols argileux est disponible sur le site du BRGM,.
Par ailleurs, afin de mieux appréhender le risque d’affaissement de terrain, l'inventaire national des cavités souterraines permet de localiser celles situées sur la commune.
Concernant les mouvements de terrains, la commune a été reconnue en état de catastrophe naturelle au titre des dommages causés par la sécheresse en 1989, 1991, 1992, 1994, 1996, 2003, 2007, 2016 et 2020 et par des mouvements de terrain en 1999.

## Toponymie
En occitan Plasença deu Toish.
Cette bastide a été créée au XIIIe siècle, à partir d'un hameau appelé Minhac. Plasença / Plaisance a été donné car il évoque la ville italienne de Piacenza qui était alors une cité prestigieuse. Le nom de Plaisance était donc un moyen de donner de l'attractivité à une bastide nouvellement créée.
Le toponyme actuel fut adopté en 1891 comme le précise un extrait du registre des délibérations : « (...) Plaisance du Touch afin d'éviter les erreurs qui se produisent dans l'envoi des lettres qui, la plupart du temps, sont dirigées sur Plaisance du Gers, en fausse direction ».

## Histoire
Plaisance-du-Touch est une ville fondée au Moyen Âge, autour de l'an 1000, la première référence avérée provient d'un document de 1164. Elle fut transformée en bastide en 1285 par Eustache de Beaumarchais, sénéchal de Toulouse, pour le compte du roi.

### Héraldique
| Plaisance-du-Touch | Son blasonnement est : Écartelé : au premier et au quatrième de gueules à la croix cléchée, vidée, pommetée de douze pièces d'or, au second d'azur à l'écusson d'or au chevron de sable, au troisième d'azur à la fontaine d'argent. |

## Politique et administration

### Administration municipale
Le nombre d'habitants au recensement de 2017 étant compris entre 10 000 habitants et 19 999 habitants, le nombre de membres du conseil municipal pour l'élection de 2020 est de trente-trois,.

### Rattachements administratifs et électoraux
Commune faisant partie de la sixième circonscription de la Haute-Garonne, du Grand Ouest Toulousain Agglomération et du canton de Plaisance-du-Touch.

### Jumelages
| Ville | Ville     | Pays | Pays        | Période     |
| ----- | --------- | ---- | ----------- | ----------- |
|       | Carnate   |      | Italie      | depuis 1989 |
|       | Lingfield |      | Royaume-Uni | depuis 1979 |
|       | Utebo     |      | Espagne     | depuis 1992 |

## Démographie
| 1793 | 1800 | 1806 | 1821 | 1831  | 1836  | 1841  | 1846  | 1851  |
| ---- | ---- | ---- | ---- | ----- | ----- | ----- | ----- | ----- |
| 748  | 859  | 883  | 925  | 1 026 | 1 003 | 1 017 | 1 058 | 1 083 |

| 1856  | 1861  | 1866  | 1872  | 1876  | 1881  | 1886  | 1891  | 1896  |
| ----- | ----- | ----- | ----- | ----- | ----- | ----- | ----- | ----- |
| 1 088 | 1 130 | 1 185 | 1 119 | 1 166 | 1 248 | 1 308 | 1 346 | 1 311 |

| 1901  | 1906  | 1911  | 1921  | 1926  | 1931  | 1936  | 1946  | 1954  |
| ----- | ----- | ----- | ----- | ----- | ----- | ----- | ----- | ----- |
| 1 203 | 1 149 | 1 156 | 1 054 | 1 069 | 1 130 | 1 165 | 1 214 | 1 412 |

| 1962  | 1968  | 1975  | 1982  | 1990   | 1999   | 2006   | 2011   | 2016   |
| ----- | ----- | ----- | ----- | ------ | ------ | ------ | ------ | ------ |
| 1 671 | 2 622 | 4 560 | 5 753 | 10 075 | 14 164 | 15 265 | 16 039 | 18 250 |

| 2021   | 2022   | - | - | - | - | - | - | - |
| ------ | ------ | - | - | - | - | - | - | - |
| 19 944 | 20 471 | - | - | - | - | - | - | - |

| selon la population municipale des années : | 1968 | 1975 | 1982 | 1990 | 1999 | 2006 | 2009 | 2013 |
| Rang de la commune dans le département      | 20   | 19   | 16   | 10   | 6    | 7    | 6    | 6    |
| Nombre de communes du département           | 592  | 582  | 586  | 588  | 588  | 588  | 589  | 589  |

## Économie

### Revenus
En 2018  (données Insee publiées en septembre 2021), la commune compte 7 775 ménages fiscaux, regroupant 19 416 personnes. La médiane du revenu disponible par unité de consommation est de 25 380 € (23 140 € dans le département). 62 % des ménages fiscaux sont imposés (55,3 % dans le département).

### Emploi
|                | 2008  | 2013  | 2018  |
| -------------- | ----- | ----- | ----- |
| Commune        | 5,8 % | 7,2 % | 7,4 % |
| Département    | 7,7 % | 9,6 % | 9,3 % |
| France entière | 8,3 % | 10 %  | 10 %  |

En 2018, la population âgée de 15 à 64 ans s'élève à 11 884 personnes, parmi lesquelles on compte 76,4 % d'actifs (69 % ayant un emploi et 7,4 % de chômeurs) et 23,6 % d'inactifs,. Depuis 2008, le taux de chômage communal (au sens du recensement) des 15-64 ans est inférieur à celui de la France et du département.
La commune fait partie du pôle principal de l'aire d'attraction de Toulouse,. Elle compte 4 497 emplois en 2018, contre 4 157 en 2013 et 3 562 en 2008. Le nombre d'actifs ayant un emploi résidant dans la commune est de 8 287, soit un indicateur de concentration d'emploi de 54,3 % et un taux d'activité parmi les 15 ans ou plus de 61,7 %.
Sur ces 8 287 actifs de 15 ans ou plus ayant un emploi, 1 541 travaillent dans la commune, soit 19 % des habitants. Pour se rendre au travail, 86,7 % des habitants utilisent un véhicule personnel ou de fonction à quatre roues, 4,1 % les transports en commun, 7,3 % s'y rendent en deux-roues, à vélo ou à pied et 2 % n'ont pas besoin de transport (travail au domicile).

### Activités hors agriculture

#### Secteurs d'activités
1 524 établissements sont implantés  à Plaisance-du-Touch au 31 décembre 2019. Le tableau ci-dessous en détaille le nombre par secteur d'activité et compare les ratios avec ceux du département,.
| Secteur d'activité                                                                                        | Commune | Commune | Département |
| Secteur d'activité                                                                                        | Nombre  | %       | %           |
| --- | ------- | ------- | ----------- |
| Ensemble                                                                                                  | 1 524   | 100 %   | (100 %)     |
| Industrie manufacturière, industries extractives et autres                                                | 78      | 5,1 %   | (5,7 %)     |
| Construction                                                                                              | 231     | 15,2 %  | (12 %)      |
| Commerce de gros et de détail, transports, hébergement et restauration                                    | 393     | 25,8 %  | (25,9 %)    |
| Information et communication                                                                              | 45      | 3 %     | (4,1 %)     |
| Activités financières et d'assurance                                                                      | 43      | 2,8 %   | (3,8 %)     |
| Activités immobilières                                                                                    | 49      | 3,2 %   | (4,2 %)     |
| Activités spécialisées, scientifiques et techniques et activités de services administratifs et de soutien | 254     | 16,7 %  | (19,8 %)    |
| Administration publique, enseignement, santé humaine et action sociale                                    | 281     | 18,4 %  | (16,6 %)    |
| Autres activités de services                                                                              | 150     | 9,8 %   | (7,9 %)     |

Le secteur du commerce de gros et de détail, des transports, de l'hébergement et de la restauration est prépondérant sur la commune puisqu'il représente 25,8 % du nombre total d'établissements de la commune (393 sur les 1524 entreprises implantées  à Plaisance-du-Touch), contre 25,9 % au niveau départemental.

#### Entreprises et commerces
Les cinq entreprises ayant leur siège social sur le territoire communal qui génèrent le plus de chiffre d'affaires en 2020 sont : 
- Corail, hypermarchés (33 291 k€) ;
- Tunzini Toulouse, travaux d'installation d'équipements thermiques et de climatisation (26 640 k€) ;
- Transports Eychenne Et Fils, transports routiers de fret interurbains (22 383 k€) ;
- Transports Et Terrassements Toulousains, affrètement et organisation des transports (12 445 k€) ;
- Jegobat, construction de maisons individuelles (8 255 k€).

### Agriculture
La commune est dans « les Vallées », une petite région agricole consacrée à la polyculture sur les plaines et terrasses alluviales qui s’étendent de part et d’autre des sillons marqués par la Garonne et l’Ariège. En 2020, l'orientation technico-économique de l'agriculture  sur la commune est la polyculture et/ou le polyélevage.
|               | 1988  | 2000  | 2010 | 2020 |
| ------------- | ----- | ----- | ---- | ---- |
| Exploitations | 45    | 26    | 17   | 19   |
| SAU (ha)      | 1 337 | 1 025 | 619  | 771  |

Le nombre d'exploitations agricoles en activité et ayant leur siège dans la commune est passé de 45 lors du recensement agricole de 1988  à 26 en 2000 puis à 17 en 2010 et enfin à 19 en 2020, soit une baisse de 58 % en 32 ans. Le même mouvement est observé à l'échelle du département qui a perdu pendant cette période 57 % de ses exploitations,. La surface agricole utilisée sur la commune a également diminué, passant de 1 337 ha en 1988 à 771 ha en 2020. Parallèlement la surface agricole utilisée moyenne par exploitation a augmenté, passant de 30 à 41 ha.

## Culture locale et patrimoine

### Lieux et monuments
- African Safari : parc zoologique.
- Église Saint-Barthélemy, église à clocher mur dédiée à saint Barthélémy, inscrite au titre des monuments historiques depuis 1926[46].
- Château des Vitarelles les façades et les toitures du corps de logis sont inscrites au titre des monuments historiques depuis 1993[47].
- Pont sur le Touch, pont de briques du XVIIIe sur le Touch inscrit au titre des monuments historiques depuis 1926[48].
- Golf de Téoula.
- Lac François Soula.
- Pigeonnier de Campagne bâtiment emblématique de la ville qui accueille diverses expositions[49] et son parc.

## Vie locale

### Enseignement
Plaisance-du-Touch fait partie de l'académie de Toulouse.
Sur la commune de Plaisance-du-Touch, l'éducation est assurée par 4 écoles maternelles, 4 écoles élémentaires, le collège Jules-Verne, une école spécialisée AGOP IME Saint-Jean.
Fédération compagnonnique des métiers du bâtiment des Compagnons du Tour de France,

### Santé
Centre Communal d'Action Sociale, maison de retraite,

### Culture
- La salle de spectacle L'Onyx[50], propose des spectacles pour tout le monde : théâtre, musique, chant, spectacles comiques...
- Bibliothèque municipale, école des Arts[51] Nombreuses associations culturelles[52].
- Médiathèque Joséphine Baker [53]
- Salon des "Rencontres de l'Art et de l'Artisanat"[54]
- Le FIFFH[55], (Festival International du Film de Fiction Historique)
- Une salle de cinéma associatif

### Sports
Football : l'US Plaisance est le sixième club en nombre de licenciés de la région Occitanie. L'équipe 1 évolue en championnat R2
Athlétisme : se pratique au sein d'un club comportant plus de 600 adhérents regroupant plusieurs communes principalement autour de la D 632 traversant la commune.
- Lieu d'arrivée du tour de l'Avenir 1985.
- Nombreuses associations Sportives[56].

#### Infrastructures
Golf de Téoula, skatepark, "anneau routier (Jacques Fronton)" de roller, courts de tennis (7e club du département), piscine municipale d'été, boulodromes, 4 gymnases, terrain de foot, mur d'escalade, rampe,

### Écologie et recyclage
La collecte et le traitement des déchets des ménages et des déchets assimilés ainsi que la protection et la mise en valeur de l'environnement se font dans le cadre de Le Grand Ouest Toulousain Agglomération.

### Personnalités liées à la commune

Paul Bernadot.

- L'acteur Clovis Cornillac a passé une grande partie de son enfance à Plaisance-du-Touch, en effet sa tante y résidait [réf. nécessaire].
- David Gitlis y passait ses vacances durant son adolescence afin de s'entraîner à la pratique du skateboard [réf. nécessaire].
- Henri Guérin (1929-2009), peintre-verrier, avait son atelier à Plaisance-du-Touch, depuis 1961 jusqu'à son décès en 2009 et a créé dans cet atelier la majeure partie de son œuvre vitrail[59]. On trouve de nombreux vitraux de sa conception dans le collège de Plaisance-du-Touch, entre autres autour du CDI.
- Philippe Combes, danseur et chorégraphe décédé sur la commune.
- Julien Bougues, homme politique décédé sur la commune.
- Jacques Jurquet, homme politique et résistant décédé sur la commune.
- Ambroise Rendu, homme politique.
- Paul Bernadot (1886-1913), peintre, est né et a vécu à Plaisance-du-Touch.
- Florence Girardet a vécu à Plaisance-du-Touch.
- Georges Mailhos, littéraire décédé sur la commune.
- Margaux Vigié est née à Plaisance-du-Touch.
- Paul-François Lacoste, naturaliste et géologue né à Plaisance-du-Touch.
- Laylow résida à Plaisance-du-Touch, il y écrivit ses premiers textes.
- Papacito, écrivain, vidéaste et humoriste.
- Lilou Ruel, championne de parkour, a débuté à Plaisance-du-Touch.

## Pour approfondir